# Кицер, Дарья Дмитриевна
Дарья Дмитриевна Кицер (23 апреля 2002) — российская тяжелоатлетка. Серебряный призёр чемпионата России 2023 года в категории до 59 кг. Мастер спорта России. 

## Биография
Родилась 23 апреля 2002 года. Проживает в городе Сочи Краснодарского края. Воспитанница МБУ ДО СШ № 13 города Сочи.  
В августе 2022 года присвоено звание звание «Мастер спорта России.
На чемпионате России по тяжёлой атлетике 2023 года, который состоялся в Новом Уренгое, Кицер впервые в карьере завоевала серебряную медаль чемпионата страны с общим весом на штанге по сумме двух упражнений 181 килограмм.
Проходила обучение в гимназии №15 имени Н.Н. Белоусова в городе Сочи. 

## Основные результаты
| Год  | Соревнования     | Место проведения | Весовая категория | Рывок, кг | Толчок, кг | Сумма, кг | Место |
| ---- | ---------------- | ---------------- | ----------------- | --------- | ---------- | --------- | ----- |
| 2023 | Чемпионат России | Новый Уренгой    | до 59 кг          | 83        | 98         | 181       | 2     |